# Dakkar
Dakkar (en harari : ደከር Däkär), también conocida como Dakar, o Deker, fue una histórica ciudad musulmana ubicada en la actual Etiopía oriental. Sirvió como la primera capital del Sultanato de Adel tras su fundación a principios del siglo XV por Sabr ad-Din III.
El cronista del siglo XVI Arab Faqih sugiere en su crónica "Futuh al-Habasha"  que Dakkar estaba muy cerca de Harrar. Enrico Cerulli, Bahru Zewde y otros historiadores identifican a Dakkar como ubicada a un kilómetro al sureste de Harrar. Sin embargo, Richard Pankhurst afirma que la ciudad estaba situada cerca del pueblo de Funyan Bira al suroeste de Harar y G. W. B. Huntingford cree que estaba en el pueblo de Chinaksen cerca de Jijiga.

## Historia
Se desconoce la ubicación exacta de la ciudad y se han sugerido varias ubicaciones. Pero en general se acepta que la ciudad estaba en algún lugar de la meseta de Harrar. La ciudad fue establecida a principios del siglo XV por Sabr ad-Din III después de regresar de su exilio en Yemen. La ciudad se encontraba a lo largo de la ruta comercial a Zeila y sirvió como sede real de los sultanes de la dinastía Walashma. Sin embargo, en 1471 Emir Laday Usman marchó a Dakkar y tomó el poder. Pero Usman no destituyó al sultán de su cargo y, en cambio, le otorgó un puesto ceremonial mientras conservaba el poder real para sí mismo. Adel quedó bajo el liderazgo de la poderosa aristocracia regional que gobernaba desde el palacio de un sultán nominal.
En 1478, el emperador etíope Eskander invadió Adal y marchó hacia Dakkar, donde saqueó la ciudad. Todas sus mezquitas y edificios fueron saqueados y destruidos por los abisinios. La ciudad también fue saqueada durante las incursiones del emperador Lebna Dengel en Adel, que posteriormente arrasaron la residencia del sultán Muhammad ibn Azhar ad-Din.
Tras la muerte de Mahfuz, Adel caería en una crisis sucesoria, que resultaría en la ascensión del sultán Abu Bakr ibn Muhammad. El sultán Abu Bakr trasladó la capital de Adel a Harrar en 1520. Según los informes, Dakkar estaba rodeada de murallas a fines del siglo XVI. Según los registros harari, durante las invasiones del pueblo oromo, Dakkar fue destruida junto con otros estados como Gidaya y Hargaya. Antoine d'Abbadie señala que los barentos (subgrupo de los oromo) habían ocupado Dakkar del clan Bursuuk, a quienes habían integrado en su mitología.